# Lydia Leonard
Lydia Leonard, född 5 december 1981 är en brittisk skådespelerska.

## Filmografi i urval
- 2004 – Foyle's War (TV-serie)
- 2010 – Archipelago
- 2013 – The Fifth Estate
- 2017 – Quacks (TV-serie)
- 2019 – Last Christmas
- 2019–2022 – Gentleman Jack (TV-serie)
- 2022 – Ten Percent (TV-serie)
- 2022–2023 – The Crown (TV-serie)
- 2023 – Fearless Flyers
- 2024 – En kunglig skandal (TV-serie)
- 2024 – Funny Woman (TV-serie)